# Ron Dennis
Ron Dennis, CBE (1 de junho de 1947) é um dirigente esportivo inglês, ex-chefe da equipe de Formula 1 a McLaren. 
Começou como mecânico da equipe Brabham, no final da década de 1960, até ser dono de equipe. Em 1980, através do Project Four, adquiriu a então oscilante equipe McLaren, tornando-a uma das mais vencedoras escuderias do automobilismo. Já foi chefe dos pilotos campeões do mundo Ayrton Senna, Niki Lauda, Alain Prost, Keke Rosberg, Mika Hakkinen, Fernando Alonso e Lewis Hamilton. Na época em que era proprietário da equipe, dividia seu comando com o saudita Mansur Ojjeh e com o Bahrain Mumtalakat Holding Company.
Em abril de 2009 anunciou sua saída da Fórmula 1.
Em Janeiro de 2014 anunciou seu retorno a Formula 1.
Em Novembro de 2016 deixa a presidência da McLaren Group.